# Lauxania flavohalterata
Lauxania flavohalterata är en tvåvingeart som beskrevs av Shatalkin 1993. Lauxania flavohalterata ingår i släktet Lauxania och familjen lövflugor. Inga underarter finns listade i Catalogue of Life.